# Хофман, Рихард (унтер-офицер СС)
Рихард Хофман (нем. Richard Hofmann; 26 февраля 1913, Бехтхайм, Германская империя — 5 июля 1979, Бонн, ФРГ) — обершарфюрер СС, осуждённый военный преступник, служивший в разных лагерях и отличавшийся садистскими наклонностями.

## Биография
Рихард Хофман родился 26 февраля 1913 года в Бехтхайме под Вормсом. После посещения народной школы работал на ферме своего отца. В возрасте 15 лет присоединился к Гитлерюгенду. 1 августа 1931 года вступил в НСДАП (билет № 652547). В марте 1933 года Вернер Бест назначил Хофмана на должность охранника в концлагере Остхофен. В 1934 году концлагерь был расформирован, и Хофман был отправлен в качестве охранника в концлагерь Дахау и впоследствии в концлагерь Ораниенбург. В 1936 году в составе охраны был переведён в недавно созданный концлагерь Заксенхаузен. С 1937 года служил в штабе комендатуры. Будучи блокфюрером и надзирателем различных рабочих команд, его боялись как жестокого головореза. Заключённые дали ему прозвища «Иван Грозный» и «китаец Карли». На территории кирпичного завода «Клинкерверк» он без разбора избивал людей дубинками, лопатами, портупеей и прочими инструментами. В течение долго времени он руководил одной из рабочих команд, которую заключённые именовали «адом в аду» и опасались как «эскадрон смерти». В 1941 году он до смерти избил французского заключённого толстым колом. Хофман считался «жестоким забойщиком» и «особенно свирепым, коварным и садистским». 1 сентября 1942 года был призван на фронт, воевал в Югославии. В 1943 году ему было присвоено звание обершарфюрера СС. 
В мае 1945 года попал в югославский плен, в котором пробыл до 1948 года. В послевоенные годы незаметно жил в Австрии и Югославии, где был водителем. В Австрии Хофман женился и поселился в Файстриц-им-Розенталь. 8 апреля 1965 года был арестован и 2 июня 1965 года экстрадирован в ФРГ. 20 апреля 1970 года земельным судом Кельна был приговорён к пожизненному заключению за пятикратное убийство. Наказание отбывал в тюрьме Райнбах. Летом 1979 года Хофман был болен раком и помещён в университетскую клинику Бонна, где умер 5 июля 1979 года.